# 김해진
김해진(金海珍, 1997년 4월 23일 ~ )은 대한민국의 전 피겨 스케이팅 선수다. 2010년, 2011년, 2012년 한국 선수권 챔피언이다. 회장배 랭킹대회 6회 은메달리스트이며, 2012년 주니어 그랑프리 슬로베니아 대회에서 우승했다. 이는 김연아에 이어 두 번째 기록이다. 2014년 4대륙 선수권에 참여해 6위라는 좋은 성과를 올렸다. 또한 2014년 동계 올림픽에 김연아, 박소연과 함께 출전해 16위라는 성적을 얻었다.

## 인물
김해진은 7세 때 처음으로 피겨 스케이팅을 시작했다. 김해진이 12살인 2009년에 트리플 점프 5종을 성공시켰다.

## 출신 학교
- 이화여자대학교 체육과학부 (16학번)
- 과천고등학교 졸업
- 과천중학교 졸업
- 관문초등학교 졸업

## 경력

### 2009 - 2010 시즌
2009년 12월, '전국 남녀 피겨스케이팅 꿈나무 대회'에서는 프리스케이팅에서 러츠, 플립, 룹, 살코, 토룹의 5종류 3회전 점프를 모두 성공하며 1위에 올랐다. 국내 피겨스케이팅 역사상 중학교 입학 전, 5종류의 3회전을 모두 뛴 선수는 김연아 이후로 김해진이 두 번째이다.
2010년 1월에 개최된 한국선수권에서는 시니어(성인)부문에 출전했다. 쇼트프로그램에서는 5종류의 3회전 점프 중 가장 난이도가 높은 3회전+2회전으로 구성된 러츠 컴비네이션 점프와 3회전 플립을 성공했다. 프리스케이팅에서는 러츠, 플립, 룹, 토룹의 4가지 점프를 시도하였고 러츠와 플립은 성공하였다. 그러나 룹은 두 번을 시도하여 한 개는 2회전으로 다운그레이드(downgrade,회전수 부족)판정을 받았으며, 토룹 역시 2회전으로 다운그레이드 판정을 받았다. 그러나 큰 실수없이 프리스케이팅에서도 1위를 지키며 종합 우승을 차지했다. 이로써 김해진은 김연아 이후 초등학생(만 12세)으로는 처음으로 한국선수권 시니어 부문에서 우승을 차지한 선수가 되었다.
2010년 4월, 슬로베니아에서 개최된 트리글라브 트로피에서는 노비스로 참가했다. 쇼트프로그램에서는 3회전 플립, 3회전 러츠+2회전 토룹 컴비네이션, 더블악셀까지 실수없는 연기로 1위를 했다. 다음 날 열린 프리스케이팅에서는 3회전 플립, 3회전 룹+2회전 룹 컴비네이션, 3회전 러츠, 3회전 살코, 3회전 토룹+2회전 토룹+2회전 룹 컴비네이션, 더블악셀+더블악셀 시퀀스까지 5종류 3회전 점프와 그 밖의 요소를 모두 성공시키며 국제대회 첫 종합 우승을 차지했다.

### 2010 - 2011 시즌
김해진은 10-11시즌에 처음으로 주니어 그랑프리 대회에 출전하기 시작했다. 원래 일본과 독일에서 열리는 두 경기에 참여하기로 되어있었으나 연습중 다른 선수의 스케이트 날에 의한 부상으로 일본 대회는 참여할 수 없게 되었다. 독일 대회(2010 JGP Pokal der Blauen Schwerter)에는 예정대로 참여하였으나 부상으로 인해 점프를 제대로 소화하지 못했고 28위에 머물렀다.
2011년 2월, '제92회 전국 동계 체육 대회'에서는 쇼트프로그램에서 3회전 토룹+3회전 토룹 컴비네이션 점프를 성공시켰다. 국내 여자 선수가 실전 경기에서 트리플 콤비네이션 점프를 성공시킨 것은, 김연아 선수 이후 처음이다.

### 2011 - 2012 시즌
김해진은 이때 처음으로 부상없이 주니어 그랑프리를 참여한다.2차 대회인 호주와 4차인 루마니아에 배정되었다.김해진은 3회전 플립+3회전 룹이라는 무기를 들고 2차대회에 출전, 쇼트에서 52.26으로 1위를 하지만 프리에서 그 부담감으로 인해 4번이나 넘어지면서 131.02로 5위에 머물렀다.4차대회에서는 일주일전 부츠를 바꾸어 3+3을 뛰지는 못해 쇼트에선 44.78점으로 6위에 머물렀지만 프리에서 99.83점으로 무려 100점에 가까운 점수를 받았고,일명 '러시아 천재소녀들' 이라 불리는 폴리나 쉘레펜과 폴리나 코로베이니코바에 이어 144.61점으로 3위를 하게 된다.
주니어 세계선수권에서 예선에서 3위를 차지하였으나, PCS가 평소보다 4~5점이나 낮아 우려되었지만 본선에서 종합성적 8위라는 좋은 성적을 내면서 주니어 그랑프리 티켓을 5장에서 8장으로, 주니어 세계선수권 티켓을 1장에서 2장으로 늘리는 등, 출전권에 크게 기여하였다. 주니어 세계선수권에서는 트리플 토룹-트리플 토룹 점프를 쇼트와 프리 모두 가산점을 받아내는 성과가 있었다.

### 2012 - 2013 시즌
주니어 그랑프리 선발전 2위에 입상해 오스트리아, 슬로베니아 대회에 초청 받았다. 오스트리아 대회에선 쇼트에서 좋은 모습을 보였지만 프리에서 무너지며 종합 5위를 차지했다. 하지만 이어진 슬로베니아 대회에서 쇼트 1위, 프리 4위로 종합 1위를 차지하며, 김연아 이후로는 처음으로 주니어 그랑프리 대회에서 우승하는 기록을 쓰게 되었다. 랭킹전에서는 친구 박소연에 이어 2위에 올랐으나, 지난해 종합선수권 디펜딩 챔피언이었던 부담감을 이기지 못하고 종합선수권에서는 4위를 차지했다. 이후 주니어 세계선수권에서 프리에서 부진하며 종합 19위로 대회를 마무리 하게 되었다. 선수 본인으로서는 시즌 내내 온탕과 냉탕을 오가는 다소 기복이 심한 시즌이었다.

### 2013 - 2014 시즌
올림픽 챔피언인 선배 김연아의 복귀와 더불어, 소치 동계 올림픽에 피겨 여자 싱글 출전권 3장이 확보되자, 국가대표가 되기 위해 시즌 초반부터 꾸준히 준비를 시작했다. 주니어 그랑프리 선발전에서 1위를 차지하며 슬로바키아와 체코에서 열린 대회에 출전했으나, 부진하며 각각 10위, 8위라는 성적을 받게 된다. 절치부심하는 심정으로 국가대표 선발 티켓이 달려있는 랭킹전에서 박소연에 이어 2위를 차지하며, 김연아, 박소연과 함께 소치 동계 올림픽 피겨 여자 싱글 국가대표로 나서게 된다. 이어 종합선수권 대회에서는 3위를 차지했다. 소치 동계 올림픽 전 자신감을 심기 위해 출전했던 4대륙 선수권에서 종합 6위에 오르며, 2009년 대회에서 우승했던 김연아와, 2008년 4위를 차지했던 김나영, 그리고 2010년 곽민정의 6위와 동률을 기록하는 성적이었다. 이후 소치 동계 올림픽에선 쇼트에서 트리플 러츠 스텝아웃으로 54.37로 18위를, 프리에서는 펜스에 부딪히는 안타까운 실수로 러츠를 시도하지 못하는 등 95.11로 17위를 차지하면서 종합 16위를 기록했고, 2014년 세계 선수권에선 프리에서 잦은 실수를 범하며 출전했던 선수 중 23위를 기록해 아쉬움을 낳았다.

### 2014 - 2015 시즌
박소연과 함께 대만에서 열리는 아시안 트로피 대회에 8월 6일부터 10일까지 출전하여 한 시즌만에 쇼트에서 트리플 토룹 컴비네이션을 시도하였으나, 회전부족으로 넘어져 50.09로 4위를, 프리는 83.64로 5위를 기록하며 총점 133.73으로 5위를 기록하였다. 또한 10월 슬로바키아에서 열리는 네펠라 트로피에 출전하여 쇼트에서 플립점프에서 잘못된 에지와 회전부족 판정으로 46.09점으로 7위를 기록하였다. 프리에서는 두번의 넘어짐과 다수의 회전부족을 받아 프리 82.79점으로 7위를 기록하였다. 합산 점수는 128.88점으로 9위를 차지하였다.
김해진은 11월에 열린 피겨 그랑프리 2차 대회인 스케이트 캐나다 대회와 3차 대회인 컵 오브 차이나에 출전하였다. 무릎 부상 속에서도 스케이트 캐나다에선 종합 9위를, 컵 오브 차이나 에서는 종합 8위를 차지하였다. 12월 초에 열린 회장배 랭킹대회에선 박소연에 이어 2위를 차지했다. 프리 스케이팅에서 한동안 선보이지 않았던 룹과 살코를 넣어 구성하였다. 1월 7일부터 열린 한국 피겨종합선수권에선 쇼트에서 다소 부진하여 12위를 기록했으나 프리스케이팅에서 전반적으로 큰 실수 없이 연기를 펼쳤다. 총점 152.86으로 5위를 차지했으며 박소연과 함께 시니어 세계선수권 무대에 출전할 자격을 갖게 되었다. 한편 서울 목동에서 열린 4대륙선수권에 출전한 김해진은 쇼트에서 무리 없는 연기를 펼쳐 11위, 프리에선 러츠에서 넘어지는 실수와 기타 언더그레이드 판정 등으로 12위, 종합 11위를 차지했다. 작년 본인의 순위였던 6위와 종합 점수 최고기록에는 한참 모자라는 기록이었다. 이어 출전한 시즌의 마지막 대회인 세계선수권에선 쇼트에서 18위, 프리에서 19위를 하며 종합 19위로 대회를 마감했다.

### 은퇴 후
평창올림픽을 앞두고 2018년 1월에 현역 은퇴를 선언했다.
이후에는 MBC에서 피겨 해설위원으로 활동하고 있다.

## 스케이팅 기술
- 김해진은 10개월 만에 트리플 악셀(3회전 반바퀴)을 제외한 5종류의 3회전 점프를 모두 습득했다. 토룹은 6개월, 살코는 2개월이 걸렸으며 나머지 러츠, 플립, 룹 점프는 2~3주 만에 완성했다.[1]

## 프로그램
| 시즌      | 쇼트                                                             | 프리                                                             | 갈라                                          |
| --------- | ---------------------------------------------------------------- | ---------------------------------------------------------------- | --------------------------------------------- |
| 2015-2016 | Papa Can You Hear me 영화 '옌틀 (Yentl)' OST                     | 투란도트-공주는 잠 못 이루고 by Vanessa Mae                      |                                               |
| 2014-2015 | 오페라 포기와 베스 by 조지 거쉰                                  | 랩소디 인 블루 by 조지 거쉰                                      | Ready to fly by 에이미 피어슨                 |
| 2013-2014 | 영화 쉘부르의 우산 OST by 미셸 르그랑                            | 영화 블랙 스완 OST by 표트르 일리치 차이콥스키, 클린트 맨셀      | Ready to fly by 에이미 피어슨                 |
| 2012-2013 | 라 보엠 by 세르게이 트로파노프                                   | 잠자는 숲 속의 미녀 by 표트르 일리치 차이콥스키                  |                                               |
| 2011-2012 | 월광 by 루트비히 판 베토벤                                       | 바이올린 협주곡 E단조 by 펠릭스 멘델스존                         | The Show by 렌카                              |
| 2010-2011 | 채플린 메들리 by 찰리 채플린                                     | 바이올린 협주곡 E단조 by 펠릭스 멘델스존                         | You Raise Me Up by 켈틱 우먼                  |
| 2009-2010 | 채플린 메들리 by 찰리 채플린                                     | 피아노 협주곡 3번 by 세르게이 프로코피예프                       | You Raise Me Up by 켈틱 우먼                  |
| 2008-2009 | 전람회의 그림 by 모데스트 무소르그스키 (모리스 라벨 관현악 편곡) | 피아노 협주곡 3번 by 세르게이 프로코피예프                       | Ain't That a Kick in the Head by 웨스트라이프 |
| 2007-2008 | Moongate by 시크릿 가든                                          | 전람회의 그림 by 모데스트 무소르그스키 (모리스 라벨 관현악 편곡) |                                               |

## 대회 기록

### 주요 대회 기록
| 결과                       | 결과              | 결과              | 결과              | 결과              | 결과              | 결과              | 결과              | 결과              |
| 국제대회 : 시니어          | 국제대회 : 시니어 | 국제대회 : 시니어 | 국제대회 : 시니어 | 국제대회 : 시니어 | 국제대회 : 시니어 | 국제대회 : 시니어 | 국제대회 : 시니어 | 국제대회 : 시니어 |
| 대회/시즌                  | 2008-09           | 2009-10           | 2010-11           | 2011-12           | 2012-13           | 2013-14           | 2014-15           | 2015-16           |
| -------------------------- | ----------------- | ----------------- | ----------------- | ----------------- | ----------------- | ----------------- | ----------------- | ----------------- |
| 동계 올림픽                |                   |                   |                   |                   |                   | 16                |                   |                   |
| 세계 선수권                |                   |                   |                   |                   |                   | 23                | 19                |                   |
| 4대륙 선수권               |                   |                   |                   |                   |                   | 6                 | 11                |                   |
| 그랑프리 스케이트 캐나다   |                   |                   |                   |                   |                   |                   | 9                 |                   |
| 그랑프리 컵 오브 차이나    |                   |                   |                   |                   |                   |                   | 8                 |                   |
| 온드레이 네펠라 트로피     |                   |                   |                   |                   |                   |                   | 9                 |                   |
| 아시안 트로피              | 6 N.              |                   |                   | 1 J.              |                   |                   | 5                 |                   |
| 국제대회 : 주니어 , 노비스 |                   |                   |                   |                   |                   |                   |                   |                   |
| 주니어 세계 선수권         |                   |                   |                   | 8                 | 19                |                   |                   |                   |
| 주니어 그랑프리 체코       |                   |                   |                   |                   |                   | 8                 |                   |                   |
| 주니어 그랑프리 슬로바키아 |                   |                   |                   |                   |                   | 10                |                   |                   |
| 주니어 그랑프리 슬로베니아 |                   |                   |                   |                   | 1                 |                   |                   |                   |
| 주니어 그랑프리 오스트리아 |                   |                   |                   |                   | 5                 |                   |                   |                   |
| 주니어 그랑프리 루마니아   |                   |                   |                   | 3                 |                   |                   |                   |                   |
| 주니어 그랑프리 호주       |                   |                   |                   | 5                 |                   |                   |                   |                   |
| 주니어 그랑프리 독일       |                   |                   | 28                |                   |                   |                   |                   |                   |
| 환태평양 대회              |                   |                   |                   | 1 J.              |                   |                   |                   |                   |
| 트리글라브 트로피          |                   | 1 N.              |                   |                   |                   |                   |                   |                   |
| 국내대회                   |                   |                   |                   |                   |                   |                   |                   |                   |
| 한국 선수권 (종합선수권)   | 5 J.              | 1                 | 1                 | 1                 | 4                 | 3                 | 5                 |                   |
| 회장배 랭킹대회            | 2 J.              | 2 J.              | 6                 | 2                 | 2                 | 2                 | 2                 | 15                |
| 동계 체육대회 (동계체전)   | 4 J.(초)          | 1 (초)            | 1 (중)            | 1 (중)            |                   | 3 (고)            | 2 (고)            |                   |
| 종별 선수권                |                   |                   | 1 (중)            |                   |                   |                   |                   |                   |
| 주니어 그랑프리 선발전     |                   |                   | 1                 | 1                 | 2                 | 1                 |                   |                   |
| 꿈나무 대회                | 1 J.(5급)         | 1 (7급)           |                   |                   |                   |                   |                   |                   |
| J. = 주니어; N. = 노비스   |                   |                   |                   |                   |                   |                   |                   |                   |

### 주요 대회 세부 기록
| 2015–2016 시즌        |                 |         |          |           |
| 날짜                  | 대회            | 쇼트    | 프리     | 합계      |
| 2015년 12월 4일 – 6일 | 회장배 랭킹대회 | 8 49.88 | 20 82.56 | 15 132.44 |

| 2014–2015 시즌              |                           |          |          |           |
| 날짜                        | 대회                      | 쇼트     | 프리     | 합계      |
| 2015년 3월 23일 – 29일      | 세계 선수권               | 18 50.03 | 19 86.21 | 19 136.24 |
| 2015년 2월 24일 – 28일      | 제96회 동계 체육대회      | 1 53.22  | 2 91.58  | 2 144.80  |
| 2015년 2월 9일 – 15일       | 4대륙 선수권              | 11 51.41 | 12 95.89 | 11 147.30 |
| 2015년 1월 7일 – 9일        | 제69회 종합 선수권        | 12 50.21 | 5 102.65 | 5 152.86  |
| 2014년 12월 5일 – 7일       | 회장배 랭킹대회           | 4 51.09  | 2 101.52 | 2 152.61  |
| 2014년 11월 7일 – 9일       | 그랑프리, 컵 오브 차이나  | 9 44.72  | 7 92.90  | 8 137.62  |
| 2014년 10월 31일 – 11월 2일 | 그랑프리, 스케이트 캐나다 | 10 52.18 | 9 91.25  | 9 143.43  |
| 2014년 10월 1일 – 5일       | 온드레이 네펠라 메모리얼  | 7 46.09  | 7 82.79  | 9 128.88  |
| 2014년 8월 6일 – 10일       | 아시안 트로피             | 4 50.09  | 5 83.64  | 5 133.73  |

| 2013–2014 시즌              |                             |        |         |          |          |           |
| 날짜                        | 대회                        | 레벨   | QR      | 쇼트     | 프리     | 합계      |
| 2014년 3월 26일 – 30일      | 세계 선수권                 | 시니어 | –       | 19 51.83 | 23 77.99 | 23 129.82 |
| 2014년 2월 26일 – 3월 1일   | 제95회 동계 체육대회        | 시니어 | –       | 2 53.72  | 3 84.20  | 3 137.92  |
| 2014년 2월 6일 – 22일       | 동계 올림픽                 | 시니어 | –       | 18 54.37 | 17 95.11 | 16 149.48 |
| 2014년 1월 20일 – 26일      | 4대륙 선수권                | 시니어 | –       | 5 57.48  | 7 109.36 | 6 166.84  |
| 2014년 1월 3일 – 5일        | 제68회 종합 선수권          | 시니어 | –       | 2 58.48  | 4 101.27 | 3 159.75  |
| 2013년 11월 22일 – 24일     | 회장배 랭킹대회             | 시니어 | –       | 2 55.02  | 3 100.22 | 2 155.24  |
| 2013년 10월 2일 – 6일       | 주니어 그랑프리, 체코       | 주니어 | –       | 10 47.90 | 7 93.55  | 8 141.45  |
| 2013년 9월 12일 – 15일      | 주니어 그랑프리, 슬로바키아 | 주니어 | –       | 4 51.81  | 17 70.63 | 10 122.44 |
| 2013년 8월 3일 – 4일        | 주니어 그랑프리 선발전      | 주니어 | –       | 2 54.46  | 2 100.35 | 1 154.81  |
| 2012–2013 시즌              |                             |        |         |          |          |           |
| 날짜                        | 대회                        | 레벨   | QR      | 쇼트     | 프리     | 합계      |
| 2013년 2월 25일 – 3월 3일   | 주니어 세계 선수권          | 주니어 | –       | 11 49.26 | 21 65.96 | 19 115.22 |
| 2013년 1월 4일 – 6일        | 제67회 종합 선수권          | 시니어 | –       | 5 49.41  | 4 93.98  | 4 143.39  |
| 2012년 11월 2일 – 4일       | 회장배 랭킹대회             | 시니어 | –       | 2 49.29  | 4 88.26  | 2 137.55  |
| 2012년 9월 26일 – 29일      | 주니어 그랑프리, 슬로베니아 | 주니어 | –       | 1 53.64  | 4 93.66  | 1 147.30  |
| 2012년 9월 12일 – 15일      | 주니어 그랑프리, 오스트리아 | 주니어 | –       | 3 54.46  | 9 86.83  | 5 141.29  |
| 2012년 8월 4일 – 5일        | 주니어 그랑프리 선발전      | 주니어 | –       | 1 54.43  | 2 95.32  | 2 149.75  |
| 2011–2012 시즌              |                             |        |         |          |          |           |
| 날짜                        | 대회                        | 레벨   | QR      | 쇼트     | 프리     | 합계      |
| 2012년 2월 27일 – 3월 4일   | 주니어 세계 선수권          | 주니어 | 3 93.97 | 7 51.56  | 8 98.15  | 8 149.71  |
| 2012년 2월 14일 – 17일      | 제93회 동계 체육대회        | 시니어 | –       | 2 49.84  | 1 105.54 | 1 155.38  |
| 2012년 1월 6일 – 8일        | 제66회 종합 선수권          | 시니어 | –       | 1 55.83  | 1 111.90 | 1 167.73  |
| 2011년 11월 24일 – 25일     | 회장배 랭킹대회             | 시니어 | –       | 2 49.04  | 2 97.35  | 2 146.39  |
| 2011년 9월 21일 – 24일      | 주니어 그랑프리, 루마니아   | 주니어 | –       | 6 44.78  | 3 99.83  | 3 144.61  |
| 2011년 9월 7일 – 10일       | 주니어 그랑프리, 호주       | 주니어 | –       | 1 52.26  | 6 78.76  | 5 131.02  |
| 2011년 8월 23일 – 26일      | 아시안 트로피               | 주니어 | –       | 1 49.53  | 1 90.08  | 1 139.61  |
| 2011년 8월 11일 – 13일      | 환태평양 대회               | 주니어 | –       | 1 49.66  | 1 97.17  | 1 146.83  |
| 2011년 8월 3일 – 4일        | 주니어 그랑프리 선발전      | 주니어 | –       | 1 50.22  | 1 97.31  | 1 147.53  |
| 2010–2011 시즌              |                             |        |         |          |          |           |
| 날짜                        | 대회                        | 레벨   | QR      | 쇼트     | 프리     | 합계      |
| 2011년 4월 12일 – 15일      | 제53회 종별 선수권          | 시니어 | –       | 1 50.00  | 1 105.39 | 1 155.39  |
| 2011년 2월 10일 – 13일      | 제92회 동계 체육대회        | 시니어 | –       | 1 48.87  | –        | 1 48.87   |
| 2011년 1월 14일 – 16일      | 제65회 종합 선수권          | 시니어 | –       | 3 46.82  | 1 98.47  | 1 145.29  |
| 2010년 10월 29일 – 30일     | 회장배 랭킹대회             | 시니어 | –       | 7 40.52  | 4 71.62  | 6 121.32  |
| 2010년 10월 4일 – 10일      | 주니어 그랑프리, 독일       | 주니어 | –       | 26 28.75 | 27 51.86 | 28 80.61  |
| 2010년 8월 12일 – 13일      | 주니어 그랑프리 선발전      | 주니어 | –       | 1 47.62  | 1 89.67  | 1 137.29  |
| 2009–2010 시즌              |                             |        |         |          |          |           |
| 날짜                        | 대회                        | 레벨   | QR      | 쇼트     | 프리     | 합계      |
| 2010년 4월 1일 – 4일        | 트리글라브 트로피           | 노비스 | –       | 1 49.68  | 1 94.43  | 1 144.11  |
| 2010년 2월 2일 – 4일        | 제91회 동계 체육대회        | 시니어 | –       | 1 50.62  | 1 85.84  | 1 136.46  |
| 2010년 1월 9일 – 10일       | 제64회 종합 선수권          | 시니어 | –       | 1 54.23  | 1 94.55  | 1 148.78  |
| 2009년 12월 19일 – 20일     | 제11회 꿈나무대회           | 시니어 | –       | 1 49.58  | 1 94.07  | 1 143.65  |
| 2009년 11월 7일 – 8일       | 회장배 랭킹대회             | 주니어 | –       | 2 44.40  | 2 76.92  | 2 121.32  |
| 2008–2009 시즌              |                             |        |         |          |          |           |
| 날짜                        | 대회                        | 레벨   | QR      | 쇼트     | 프리     | 합계      |
| 2009년 2월 10일 – 13일      | 제90회 동계 체육대회        | 주니어 | –       | 4 33.72  | 4 56.80  | 4 90.52   |
| 2009년 1월 9일 – 10일       | 제63회 종합 선수권          | 주니어 | –       | 7 32.65  | 5 62.35  | 5 95.00   |
| 2008년 12월 21일 – 23일     | 아시안 트로피               | 노비스 | –       | 6 27.54  | 4 56.11  | 6 83.65   |
| 2008년 10월 31일 – 11월 1일 | 회장배 랭킹대회             | 주니어 | –       | 5 32.89  | 1 56.88  | 2 89.77   |
| 2008년 10월 1일 – 2일       | 제10회 꿈나무대회           | 주니어 | –       | 1        | 1        | 1 83.25   |

- QR = 예선 라운드; 쇼트 = 쇼트 프로그램; 프리 = 프리 스케이팅/롱 프로그램
- 개인 최고점은 볼드처리